# Littleville (Alabama)
Littleville é uma cidade  localizada no estado americano do Alabama, no Condado de Colbert.

## Demografia
Segundo o censo americano de 2000, a sua população era de 978 habitantes.
Em 2006, foi estimada uma população de 951, um decréscimo de 27 (-2.8%).

## Geografia
De acordo com o United States Census Bureau, a localidade tem uma área de 13,2 km², dos quais 13,1 km² cobertos por terra e 0,1 km² cobertos por água.

## Localidades na vizinhança
O diagrama seguinte representa as localidades num raio de 32 km ao redor de Littleville.